# Pokémon Channel
Pokémon Channel, ou originellement Pokémon Channel ~Together with Pikachu!~ (ポケモンチャンネル ～ピカチュウといっしょ!～, Pokemon Channeru ~Pikachū to Issho!~), est un jeu vidéo appartenant à la série des jeux vidéo Pokémon commercialisé en 2003 sur console GameCube, développé par Ambrella, édité par The Pokémon Company et distribué par Nintendo.
Le jeu se focalise sur une émission de télévision dirigée par le Professeur Chen, regardée par Pikachu. Il contient des éléments de jeux vidéo axés aventure, animaux de compagnie virtuels, et simulation. Le joueur peut explorer un environnement en 3D, peut interagir avec d'autres Pokémon grâce à Pikachu, et collecter de nombreux items.
Le jeu est rapidement développé sur GameCube afin de proposer une suite à Hey You, Pikachu!, et faire la promotion du e-Reader. Il est initialement présenté à l'Electronic Entertainment Expo en 2003, puis dans quelques événements à Sapporo, Hokkaido, au Japon. Il est commercialisé le 18 juillet 2003 au Japon, le 1er décembre 2003 en Amérique du Nord, et le 2 avril en Europe. Au Japon, le jeu s'écoule à 66 373 exemplaires, une année après parution. Il est accueilli d'une manière mitigée par la presse spécialisée, qui critiquent généralement le faible niveau d'interaction et les effets sonores répétitifs, mais accueillent positivement son aspect graphique.

## Système de jeu
Pokémon Channel est difficile à catégoriser en un genre précis de jeu,, du fait qu'il incorpore des éléments de jeux vidéo axés aventure, simulation, et animaux de compagnie virtuels. Il comporte des graphismes en 3D, une perspective en vue subjective, et permet au joueur d'explorer et sélectionner des items à l'aide d'un curseur. Le jeu se centre sur une émission regardée par Pikachu, un Pokémon souris de type électrique. Le joueur, résidant dans une maison, peut zapper à volonté les chaînes d'un réseau de télévision créé par le Professeur Chen, et explorer l'intérieur et l'extérieur de la maison,,. Pikachu réagit de temps à autre joyeusement ou tristement aux dépens de ce qu'il regarde,. Dans le jeu, chaque jour possède son propre événement. La durée des jours est calculée à l'aide de l'horloge interne de la GameCube,.
De nombreuses chaînes sont disponibles, mais seules certaines d'entre elles sont essentielles pour finir le jeu. Le joueur sauvegarde le jeu en allant voir le Professeur Chen, regarde des épisodes de l'anime, et regarde l'actualité présentée par Psykokwak. D'autres chaînes incluent un quiz de Qulbutoké,, une émission d'œuvres d'arts, dans lequel Queulorior donne son avis,, et une émission sportive présentée par Lippouti.

## Accueil
Pokémon Channel reçoit un accueil mitigé de la critique spécialisée. Il obtient un score de 55 % sur Metacritic sur la base de 21 critiques.